# Confrérie de la chaîne des rôtisseurs

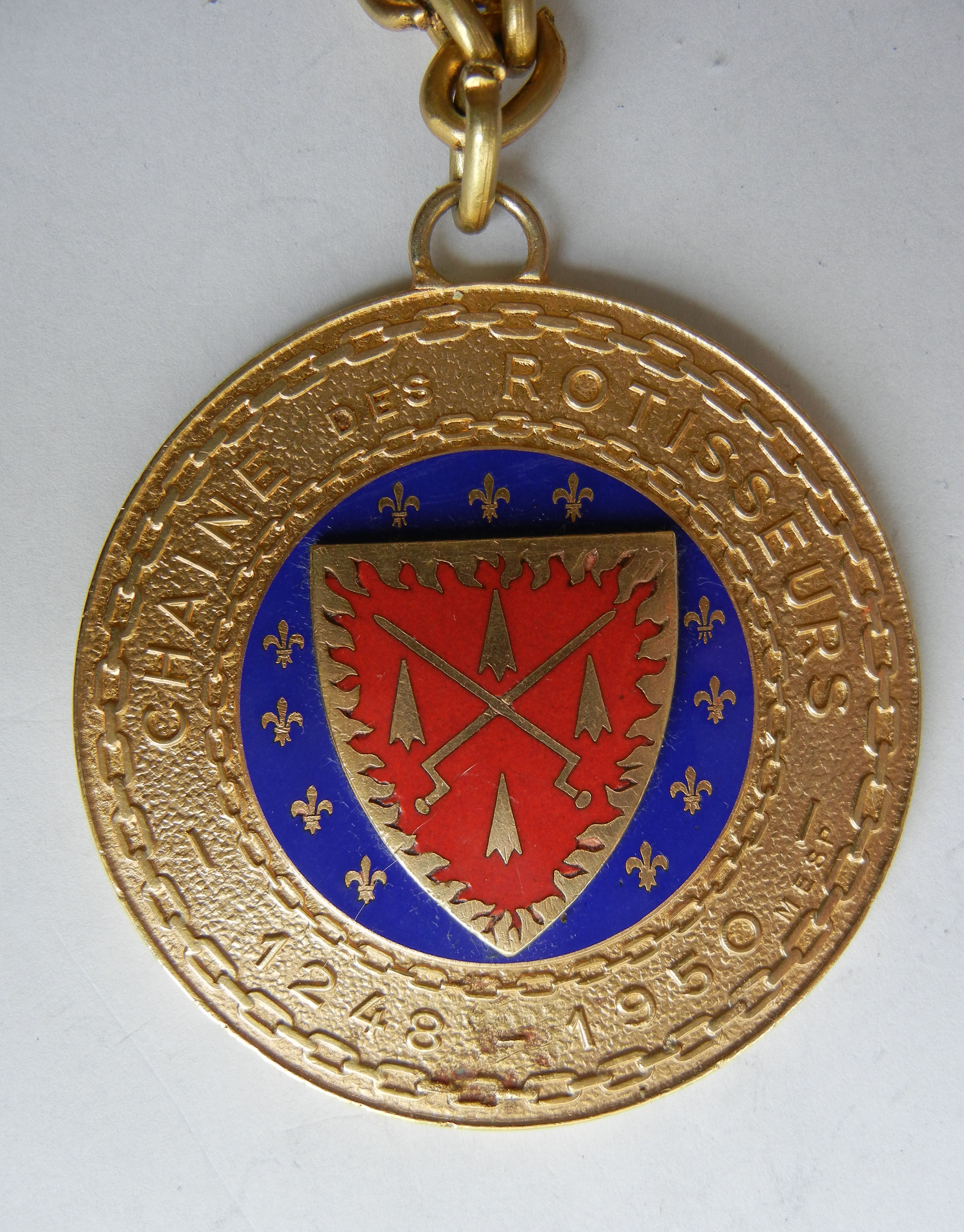
Médaille de la confrérie de la Chaîne des rôtisseurs.

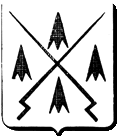
Armoiries de la Confrérie des rôtisseurs depuis 1610.

La confrérie de la Chaîne des rôtisseurs est une association de gastronomes, fondée à Paris, en 1950. Elle renvoie à l'ancienne corporation française des Ayeurs (ce qui signifie «Rôtisseurs d'oies»), créé en 1248, sous Saint-Louis, devenue par extension en 1610 celle des Rôtisseurs, et ce jusqu'à la Révolution française, qui mit fin en 1793 aux corporations.

## Histoire
C'est sous le règne de Louis IX (futur saint Louis) que divers métiers furent organisés en corporations, avec la systématisation de l'apprentissage et la création d'un esprit de corps, destiné à améliorer de façon permanente les procès de production. Le prévôt de Paris Étienne Boileau qui s'en chargea créa ainsi plus d'une centaine de corporations, dont celles en 1248 des ayeurs, ou oyers, qui originellement n'avaient le privilège de ne rôtir que les volatiles, et notamment les oies (oyes) particulièrement appréciées.
Louis XI, dans son ordonnance des bannières du 24 juin 1467, regroupa les corporations en soixante et une compagnies. Les poulaillers, queux, cuisiniers-oyers et saucissiers devinrent la compagnie des rôtisseurs.
Sous Louis XIII, elle devint en 1610 la Chaîne des rôtisseurs, après avoir regroupé toutes les corporations liées à la préparation de la viande.
Elle disparut à la Révolution française en 1793, avec toutes les autres corporations royales, mais fut recréée en 1950 à Paris par trois gastronomes (Auguste Bécart, Jean Valby et Curnonsky) et deux chefs (Louis Giraudon et Marcel Dorin) pour promouvoir la grande gastronomie française.

## La chaîne aujourd'hui
La confrérie est présente actuellement dans 126 pays, avec un siège international situé à Paris (France).
La confrérie est organisée en bailliages : bailliages nationaux (France, Italie, Angleterre, Belgique…), eux-mêmes découpés en bailliages locaux (par exemple, pour la France : Isère, Bordelais, Var…).
Il y a deux types de membres, les professionnels (ceux qui exercent dans le domaine de la restauration) et les amateurs, gastronomes non professionnels.
Les membres de chaque bailliage sont cooptés par deux parrains, et doivent ensuite prêter serment à l'occasion d'un chapitre (grand dîner de gala) pour recevoir leur grade (chevalier, dame de la Chaîne, officier…). Ils ont ensuite le droit de porter un collier (la « chaîne ») qui correspond à leur rang.
Les membres se rencontrent au cours de repas conviviaux, au niveau de leur bailliage local ou des autres festivités nationales ou internationales (gala, chapitre…).